# آلنا ۱۲۰۶۱
سیارک ۱۲۰۶۱ (به انگلیسی: 12061 Alena، نامگذاری:1998FQ2) دوازده هزار و شصت و یکمین سیارک کشف شده‌است که در ۲۱ مارس ۱۹۹۸ کشف شد.
قدر مطلق سیارک برابر ۱۴٫۴۰ است.